# Cymodoce natalensis
Cymodoce natalensis är en kräftdjursart som beskrevs av Barnard 1920. Cymodoce natalensis ingår i släktet Cymodoce och familjen klotkräftor. Inga underarter finns listade i Catalogue of Life.